# Podbrégué
Podbrégué (en macédonien Подбреге) est un village du nord-ouest de la Macédoine du Nord, situé dans la municipalité de Yégounovtsé. Le village comptait 179 habitants en 2002.

## Démographie
Lors du recensement de 2002, le village comptait :
- Macédoniens : 161
- Roms : 16
- Serbes : 1
- Autres : 1